# محافظة العلا
محافظة العلا واحدة من محافظات المملكة العربية السعودية، وتُشكِّل مع تسع محافظات مجاورةً في منطقة المدينة المنورة. تبعد المحافظة 300 كم عن عاصمة الإمارة مدينة المدينة المنورة.

## المراكز التابعة للمحافظة
مدينة العلا هي مركز المحافظة ويبلغ عدد المراكز التابعة للمحافظة (13) مركزاً، كما يتبع لها إدارياً ما يفوق الثمانين هجرة، والمراكز :
المراكز على النحو التالي 
1. مركز مغيراء
2. مركز الحجر
3. مركز النجيل
4. مركز شلال
5. مركز البريكة
6. مركز فضلا
7. مركز الورد
8. مركز الجديدة
9. مركز بئر الأراك
10. مركز العذيب
11. مركز سليلة عنزة
12. مركز وقير
13. مركز ثربة

## السكان
بلغ عدد سكان محافظة العلا (60,103) نسمة حسب تعداد السعودية 2022، عدد السعوديين (45,764) نسمة، وعدد غير السعوديين (14,339).